# Šatrijos pievos II
Šatrijos pievos II este o arie protejată (sit de importanță comunitară — SCI) din Lituania întinsă pe o suprafață de 35,81 ha, integral pe uscat.

## Localizare
Centrul sitului Šatrijos pievos II este situat la coordonatele 55°52′08″N 22°33′14″E / 55.8688°N 22.554°E.

## Înființare
Situl Šatrijos pievos II a fost declarat sit de importanță comunitară în decembrie 2021 pentru a proteja un număr necunoscut de specii din flora spontană și fauna sălbatică aflate în arealul zonei.

## Biodiversitate
Situată în ecoregiunea boreală, aria protejată conține 1 habitat natural: Pajiști fino-scandinave uscate până la mezice, bogate în specii de altitudine mică.
La baza desemnării sitului se află un număr nedeclarat de specii protejate.